# Reality
Reality je dvadeset i treći studijski album britanskog glazbenika Davida Bowieja. Njegova diskografska kuća ISO Records i Columbia Records objavile su ga 15. rujna 2003. godine.

## Snimanje i produkcija
Bowie je počeo skladati pjesme za Reality kad se produkcija prethodnog uratka Heathen približavala kraju. Neke je skladbe brzo napisao: "Fall Dog Bombs the Moon" bila je napisana u pola sata. Druga pjesma, "Bring Me the Disco King", bila je snimana triput; prvi put za Black Tie White Noise iz 1993., drugi put za Earthling iz 1997., a treći put upravo za Reality. Bowie i Tony Visconti snimili su album u njujorškom studiju Looking Glass Studios. Prije odlaska u Looking Glass Bowie je skladao četiri-pet pjesama u svojem kućnom studiju. U radu s Viscontijem preradio ih je u sedam skladbi, a potom im dodao ritam gitaru i klavijature. Prema Viscontijevim riječima u to su se vrijeme trudili sve pravilno snimiti: "Vrlo rijetko ćemo nešto snimiti ispočetka. Uvijek pažljivo snimam pjesme jer znam da ih nećemo ponovo snimati, stoga je mnogo demodionica završilo na konačnoj inačici." Tada su otišli na "kraći odmor" tijekom kojeg je Bowie napisao još nekoliko pjesama te su nakon toga počeli snimati nove instrumente za taj novi materijal. 
Iako se uglavnom sastoji od novih skladbi, na albumu se pojavljuju i dvije obrade: "Pablo Picasso" The Modern Loversa i "Try Some, Buy Some" Georgea Harrisona. Te su se dvije skladbe prvotno trebale pojaviti na nikad snimljenom Bowiejevom albumu Pin Ups 2 početkom 1970-ih. Bowie i Visconti miksali su album u stereo i 5.1 inačici dok je još trajao proces snimanja. O radu na 5.1 miksu Visconti je izjavio: "Kad miksam u 5.1 inačici želim uključiti slušatelja, da ga glazbala okružuju sa svih strana, a ne da samo budu ispred njega. Umjesto da ga smjestim u publiku zapravo ga stavim usred sastava—to sam učinio i na Realityju. Na vokale u stražnjim zvučnicima stavio sam delay kako bih stvorio još više prostora."
Bowieju je bio potreban jedan do dva pokušaja da snimi vokale za pjesme. Visconti je istaknuo da je u to vrijeme Bowie prestao pušiti i da je zato "mogao opet pjevati neke visoke note. Izgubio je barem pet polutonova, ali sad ih većinu opet može pjevati. Davno prije pjevao je 'Life on Mars?' u C tonalitetu. Sad ju može pjevati u G tonalitetu."

## Naziv albuma
O nazivu uratka Bowie je izjavio: "Mislim da je u posljednjih dvadeset godina stvarnost mnogima postala apstraktan pojam. Ono što su nekoć držali istinitim jednostavno više ne drži vodu, kao da razmišljamo na postfilozofski način. Više se ni na što ne možemo osloniti. Ne postoji znanje, samo tumačenja činjenica kojima smo stalno zatrpani. Napustili smo znanje i izgubili se. Više nema nikakvog oslonca i politička situacija to samo pogoršava."

## Recenzije
BBC je za Reality izjavio da je "pravi album s početkom, sredinom i završetkom. Izravan je, topao, emotivno iskren, ujednačen. Čak i prezasićenost ugodno obmanjujuće jednostavnosti glazbe omogućuje ironiji glavnog koncepta – da stvarnost više ne postoji – da se probije na površinu. K tome, vrlo je životan i uvjerljiv." Autor je u istoj recenziji izjavio da su Reality i raniji uradak Earthling "najbolji [Bowiejevi] albumi od Scary Monstersa."

## Objava
Tijekom promidžbe album je bio objavljen u nekoliko inačica. Glavna inačica bila je objavljena na CD-u; digipak verzija sadržavala je bonus CD s tri skladbe, dok je europska ograničena inačica uratka sadržavala bonus CD od osam skladbi. Na koncu je bio objavljen kao SACD i potom reizdan s bonus DVD-om nastupa u Londonu.

## Nastupi
Bowie je podržao album koncertima 2003. i 2004. godine na turneji koja je izvorno trebala trajati sedam mjeseci.

## Popis pjesama
Tekstovi i glazba: David Bowie, osim pjesama "Pablo Picasso", koju je napisao Jonathan Richman, i "Try Some, Buy Some", koju je napisao George Harrison. 
| 1.    | »New Killer Star«                                   | 4:40 |
| 2.    | »Pablo Picasso« (obrada pjesme The Modern Loversa)  | 4:06 |
| 3.    | »Never Get Old«                                     | 4:25 |
| 4.    | »The Loneliest Guy«                                 | 4:11 |
| 5.    | »Looking for Water«                                 | 3:28 |
| 6.    | »She'll Drive the Big Car«                          | 4:35 |
| 7.    | »Days«                                              | 3:19 |
| 8.    | »Fall Dog Bombs the Moon«                           | 4:04 |
| 9.    | »Try Some, Buy Some« (obrada pjesme Ronnie Spector) | 4:24 |
| 10.   | »Reality«                                           | 4:23 |
| 11.   | »Bring Me the Disco King«                           | 7:45 |
| 49:25 |                                                     |      |

| Bonus skladba s japanske inačice | Bonus skladba s japanske inačice             | Bonus skladba s japanske inačice | Bonus skladba s japanske inačice | Bonus skladba s japanske inačice | Bonus skladba s japanske inačice | Bonus skladba s japanske inačice | Bonus skladba s japanske inačice | Bonus skladba s japanske inačice | Bonus skladba s japanske inačice |
| Br.                              | Skladba                                      | Trajanje                         |                                  |                                  |                                  |                                  |                                  |                                  |                                  |
| -------------------------------- | -------------------------------------------- | -------------------------------- | -------------------------------- | -------------------------------- | -------------------------------- | -------------------------------- | -------------------------------- | -------------------------------- | -------------------------------- |
| 12.                              | »Waterloo Sunset« (obrada pjesme the Kinksa) | 3:28                             |                                  |                                  |                                  |                                  |                                  |                                  |                                  |
| 52:53                            |                                              |                                  |                                  |                                  |                                  |                                  |                                  |                                  |                                  |

| Bonus disk s digipak inačice | Bonus disk s digipak inačice                   | Bonus disk s digipak inačice | Bonus disk s digipak inačice | Bonus disk s digipak inačice | Bonus disk s digipak inačice | Bonus disk s digipak inačice | Bonus disk s digipak inačice | Bonus disk s digipak inačice | Bonus disk s digipak inačice |
| Br.                          | Skladba                                        | Trajanje                     |                              |                              |                              |                              |                              |                              |                              |
| ---------------------------- | ---------------------------------------------- | ---------------------------- | ---------------------------- | ---------------------------- | ---------------------------- | ---------------------------- | ---------------------------- | ---------------------------- | ---------------------------- |
| 1.                           | »Fly«                                          | 4:10                         |                              |                              |                              |                              |                              |                              |                              |
| 2.                           | »Queen of All the Tarts (Overture)«            | 2:53                         |                              |                              |                              |                              |                              |                              |                              |
| 3.                           | »Rebel Rebel« (inačica snimljena 2002. godine) | 3:10                         |                              |                              |                              |                              |                              |                              |                              |
| 10:13                        |                                                |                              |                              |                              |                              |                              |                              |                              |                              |

| Bonus disk s ograničene europske inačice | Bonus disk s ograničene europske inačice                      | Bonus disk s ograničene europske inačice | Bonus disk s ograničene europske inačice | Bonus disk s ograničene europske inačice | Bonus disk s ograničene europske inačice | Bonus disk s ograničene europske inačice | Bonus disk s ograničene europske inačice | Bonus disk s ograničene europske inačice | Bonus disk s ograničene europske inačice |
| Br.                                      | Skladba                                                       | Trajanje                                 |                                          |                                          |                                          |                                          |                                          |                                          |                                          |
| ---------------------------------------- | ------------------------------------------------------------- | ---------------------------------------- | ---------------------------------------- | ---------------------------------------- | ---------------------------------------- | ---------------------------------------- | ---------------------------------------- | ---------------------------------------- | ---------------------------------------- |
| 1.                                       | »Waterloo Sunset« (obrada pjesme the Kinksa)                  | 3:28                                     |                                          |                                          |                                          |                                          |                                          |                                          |                                          |
| 2.                                       | »Fly«                                                         | 4:10                                     |                                          |                                          |                                          |                                          |                                          |                                          |                                          |
| 3.                                       | »Queen of All the Tarts (Overture)«                           | 2:53                                     |                                          |                                          |                                          |                                          |                                          |                                          |                                          |
| 4.                                       | »Rebel Rebel« (inačica snimljena 2002. godine)                | 3:10                                     |                                          |                                          |                                          |                                          |                                          |                                          |                                          |
| 5.                                       | »Love Missile F1 Eleven« (obrada pjesme Sigue Sigue Sputnika) | 4:15                                     |                                          |                                          |                                          |                                          |                                          |                                          |                                          |
| 6.                                       | »Rebel Never Gets Old« (miks za radio)                        | 3:27                                     |                                          |                                          |                                          |                                          |                                          |                                          |                                          |
| 7.                                       | »Rebel Never Gets Old« (skraćena inačica 7th Heaven)          | 4:19                                     |                                          |                                          |                                          |                                          |                                          |                                          |                                          |
| 8.                                       | »Rebel Never Gets Old« (miks 7th Heaven)                      | 7:23                                     |                                          |                                          |                                          |                                          |                                          |                                          |                                          |
| 33:05                                    |                                                               |                                          |                                          |                                          |                                          |                                          |                                          |                                          |                                          |

Ograničena inačica albuma s DVD-om
Na DVD-u je prikazan promidžbeni koncert na kojem je Bowie otpjevao sve pjesme s albuma. Nastup se održao 8. rujna 2003. u Riverside Studiosu u Londonu. Na kanadskom reizdanju albuma DVD je sadržavao samo pet pjesama.
Inačica na DualDiscu
Inačica albuma na DualDiscu prvotno je bila objavljena samo u SAD-u, i to u području oko Bostona i Seattlea. Na CD-u se nalazila standardna inačica albuma, dok je DVD sadržavao album u 5.1 surround soundu i dodatni materijal (galeriju fotografija, tekstove pjesama, životopis i diskografiju). Najznačajniji dio te inačice albuma jest inače nedostupan film Reality na kojem se pojavljuju spotovi za pjesme "Never Get Old", "The Loneliest Guy", "Bring Me the Disco King" i "New Killer Star", koji je režirao Steven Lippman. Pola godine kasnije ta je inačica albuma bila objavljena diljem SAD-a i Kanade.
Izvorna se testna inačica albuma na DualDiscu razlikuje u pakiranju i dizajnu od one kasnije objavljene diljem SAD-a i Kanade.

## Zasluge
| David Bowie - David Bowie – vokali, gitara, klavijature, sintesajzer, saksofon, stilofon, udaraljke, produkcija Ostalo osoblje - Mario J. McNulty – dodatna obrada zvuka - Greg Tobler – obrada zvuka - Jonathan Barnbrook – naslovnica - Rex Ray – ilustracije | Dodatni glazbenici - Gerry Leonard – gitara - Earl Slick – gitara - David Torn – gitara - Mark Plati – bas-gitara, gitara - Sterling Campbell – bubnjevi - Mike Garson – klavir - Gail Ann Dorsey – prateći vokali - Catherine Russell – prateći vokali - Tony Visconti – gitara, klavijature, bas-gitara, prateći vokali, produkcija - Matt Chamberlain – bubnjevi (na pjesmama "Bring Me the Disco King" i "Fly") - Mario J. McNulty — dodatne udaraljke i bubnjevi (na pjesmi "Fall Dog Bombs the Moon") - Carlos Alomar – gitara (na pjesmi "Fly") |

## Ljestvice
| Ljestvica (2003.)            | Najviša pozicija |
| ---------------------------- | ---------------- |
| Europski albumi (Eurochart)  | 1                |
| Australija (ARIA Charts)     | 13               |
| Austrija (Ö3 Austria Top 40) | 3                |
| Belgija (Flandrija)          | 4                |
| Belgija (Valonija)           | 3                |
| Danska                       | 1                |
| Finska                       | 8                |
| Francuska (SNEP)             | 2                |
| Irska                        | 6                |
| Italija                      | 4                |
| Japan (Oricon)               | 47               |
| Nizozemska (MegaCharts)      | 14               |
| Novi Zeland (RIANZ)          | 14               |
| Norveška                     | 2                |
| Njemačka (Media Control)     | 3                |
| Portugal                     | 6                |
| SAD (Billboard 200)          | 29               |
| Švedska                      | 5                |
| Švicarska                    | 5                |
| Ujedinjeno Kraljevstvo       | 3                |